# ʠ
ʠ (Q с крюком) — буква расширенной латиницы. Использовалась в МФА для обозначения глухого увулярного имплозива. Символы глухих имплозивных согласных больше не используются в МФА из-за редкости. Вместо них в МФА используются их звонкие эквиваленты с диакритическими знаками, указывающими глухость (кружок снизу): [ɓ̥], [ʛ̥] и т. д.